# Chrustowo (powiat wrzesiński)
Chrustowo – wieś w Polsce położona w województwie wielkopolskim, w powiecie wrzesińskim, w gminie Miłosław.
Wieś duchowna Chrostowo, własność biskupstwa poznańskiego, pod koniec XVI wieku leżała w powiecie pyzdrskim województwa kaliskiego. W latach 1975–1998 miejscowość należała administracyjnie do województwa poznańskiego.
Przez Chrustowo przebiega czerwony szlak rowerowy łączący Żerków przez Dębno, Czeszewo i Mikuszewo z Miłosławiem.